# Österskärs station
Österskärs station är ändstation för en av Roslagsbanans tre grenar, i Österskär i Åkersberga i Österåkers kommun, cirka 29 km från Stockholms östra. Sträckan Åkersberga - Österskär är enkelspårig, men i Österskär finns två spår och två tåg kan alltså vända samtidigt. Vardera spår har en sidoplattform. Antalet påstigande en genomsnittlig vintervardag (2021) har beräknats till 500.